# Becilla de Valderaduey
Becilla de Valderaduey ist ein Ort und eine nordspanische Gemeinde (municipio) mit 200 Einwohnern (Stand: 2024) in der Provinz Valladolid in der Region Kastilien-León.

## Lage
Der Ort Becilla de Valderaduey liegt am Fluss Valderaduey im Nordteil der Iberischen Meseta gut 70 km (Fahrtstrecke) nordwestlich von Valladolid bzw. gut 67 km südöstlich von León in einer Höhe von ca. 730 m Das Klima im Winter ist kalt, im Sommer dagegen warm bis heiß; der spärliche Regen (ca. 400 mm/Jahr) fällt verteilt übers ganze Jahr.

## Bevölkerungsentwicklung
| Jahr      | 1857  | 1900  | 1950 | 2000 | 2019 |
| Einwohner | 1.210 | 1.249 | 986  | 423  | 238  |

Der deutliche Bevölkerungsrückgang im 20. Jahrhundert ist im Wesentlichen auf die Mechanisierung der Landwirtschaft, die Aufgabe bäuerlicher Kleinbetriebe und den daraus resultierenden Verlust von Arbeitsplätzen zurückzuführen (Landflucht).

## Wirtschaft
Die Einwohner der Gemeinde lebten jahrhundertelang hauptsächlich als Selbstversorger von der Landwirtschaft, zu der auch ein wenig Viehzucht (Schafe, Ziegen, Hühner) und in geringem Umfang auch der Weinbau gehörte. Erwirtschaftete Überschüsse konnten wegen der großen Entfernungen zu den städtischen Märkten nur an fahrende Händler verkauft werden.

## Geschichte
Im 8. Jahrhundert wurde das Gebiet von den Mauren erobert, doch bereits im 9. Jahrhundert eroberten asturisch-leonesische Heere die Gebiete nördlich des Duero zurück (reconquista). Ende des 10. Jahrhunderts machte der maurische Heerführer Almansor die christlichen Erfolge vorübergehend wieder zunichte. Im 11. Jahrhundert dehnte das Königreich León sein Herrschaftsgebiet erneut bis zur Duero-Grenze aus; auch Becilla gehörte dazu. Nach vorangegangenen Versuchen vereinigte sich León im Jahr 1230 endgültig mit dem Königreich Kastilien. Seine Blütezeit erlebte der Ort im ausgehenden Mittelalter und in der frühen Neuzeit.

## Sehenswürdigkeiten
- Die Pfarrkirche Iglesia de San Miguel entstammt dem 15. und 16. Jahrhundert und ist im Mudéjarstil größtenteils aus Ziegelsteinen erbaut; hinter den verputzten Außenwandsegmenten verbergen sich wahrscheinlich Feldsteine. Das Kirchenschiff ist von einer bemalten Artesonado-Decke überspannt.[4][5]
- Die Iglesia de la Asunción oder Iglesia de Santa María ist der Himmelfahrt Mariens geweiht. Sie wurde im 18. Jahrhundert über einer Sockelzone aus Natursteinen errichtet und hat einen Glockengiebel, der sich über einer nahezu schmucklosen spätmudéjaren Ziegelstein-Fassade mit einer Portaleinfassung aus Hausteinen erhebt. Ihr Inneres ist einschiffig; die beiden Altarretabel stammen aus dem 18. Jahrhundert – eines ist barock, das andere jedoch neoklassisch. Außerdem sind 15 Prozessionskreuze zu sehen.[6]
- Eine dreibogige „Römerbrücke“ quert den oft versumpften Fluss Valderaduey und ein Teil einer „Römerstraße“ wurde nicht weit entfernt ebenfalls freigelegt, doch bestehen Zweifel hinsichtlich ihres tatsächlichen Alters: Neuere Forschungen vermuten zwar das Vorhandensein eines antiken Verbindungsweges zwischen Astorga (Asturica Augusta) und Saragossa (Caesaraugusta), doch werden Straßenpflaster und Brücke nunmehr ins 13. Jahrhundert gelegt.[7][8]